# Leptogaster californica
Leptogaster californica là một loài ruồi trong họ Asilidae. Leptogaster californica được Martin miêu tả năm 1957. Loài này phân bố ở vùng Tân Bắc giới.